# Велоспорт на літніх Олімпійських іграх 2012 – роздільна шосейна гонка (чоловіки)
Індивідуальна гонка з роздільним стартом серед чоловіків на літніх Олімпійських іграх 2012 пройшла 1 серпня. У змаганнях взяли участь 37 спортсменів. Протяжність маршруту, який прокладений на південному заході Лондона склала 44 км, старт і фініш відбувся біля Гемптон Корт. Учасники стартували з проміжком у 90 секунд.
Троє останніх стартуючих вважалися перед стартом основними претендентами на перемогу. Третім з кінця стартував Тоні Мартін, діючий чемпіон світу у цьому виді програми, передостаннім - Бредлі Віґґінз, переможець останнього Тур де Франс і двох роздільних стартів, останнім у гонку пішов Фабіан Канчеллара, чинний олімпійський чемпіон у роздільному старті. Участь Канчеллара після його падіння і травми на груповій олімпійської гонці 28 липня було під питанням, але за день до старту він все ж оголосив про участь..
Олімпійським чемпіоном став Бредлі Віґґінз, ставши чотириразовим олімпійським чемпіоном, після трьох золотих медалей на велотреку у 2004 і 2008 роках. Срібло у Тоні Мартіна, бронзу завоював напарник Віґґінза по збірній Великої Британії та професійній команді SKY - Крістофер Фрум. Канчеллара, який їхав всю гонку з болем, став лише сьомим.

## Призери
| Золото                           | Срібло                  | Бронза                           |
| Бредлі Віґґінз · Велика Британія | Тоні Мартін · Німеччина | Крістофер Фрум · Велика Британія |

## Результати

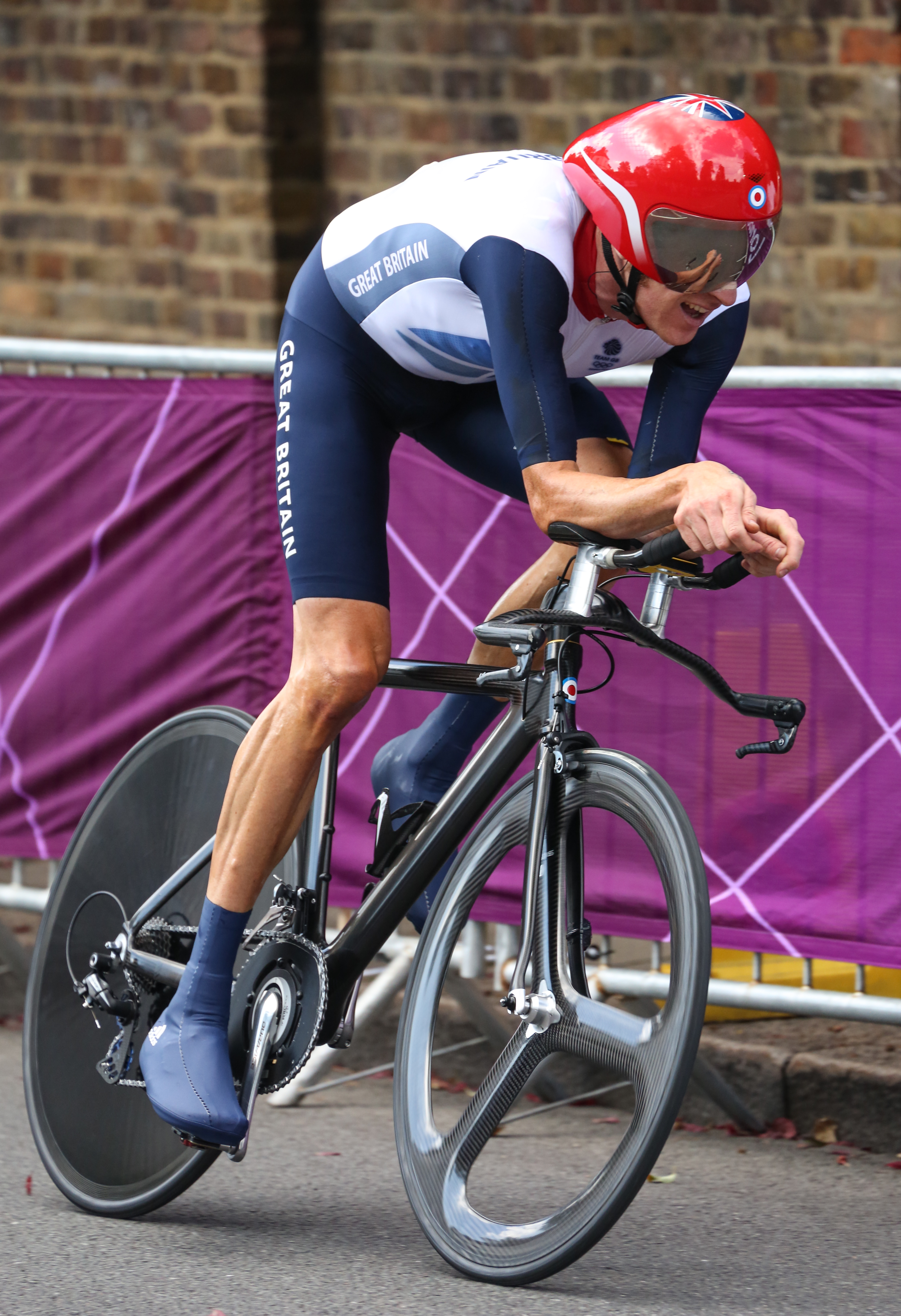
Олімпійський чемпіон Бредлі Віґґінз за 2 км до фінішу

| Місце | Спортсмен            | Результат | Відставання |
| ----- | -------------------- | --------- | ----------- |
| 1     | Бредлі Віґґінз       | 50:39.54  |             |
| 2     | Тоні Мартін          | 51:21.54  | +42.00      |
| 3     | Кріс Фрум            | 51:47.87  | +01:08.33   |
| 4     | Тейлор Фінні         | 52:38.07  | +01:58.53   |
| 5     | Марко Пінотті        | 52:49.28  | +02:09.74   |
| 6     | Майкл Роджерс        | 52:51.39  | +02:11.85   |
| 7     | Фабіан Канчеллара    | 52:53.71  | +02:14.17   |
| 8     | Берт Грабш           | 53:18.04  | +02:38.50   |
| 9     | Хонатан Кастров'єхо  | 53:29.36  | +02:49.82   |
| 10    | Янез Брайкович       | 54:09.72  | +03:30.18   |
| 11    | Ліувен Вестра        | 54:19.62  | +03:40.08   |
| 12    | Василь Кириєнко      | 54:30.29  | +03:50.75   |
| 13    | Едвалл Буассон-Хаген | 54:30.87  | +03:51.33   |
| 14    | Ларс Бак             | 54:33.21  | +03:53.67   |
| 15    | Якоб Фульсан         | 54:34.49  | +03:54.95   |
| 16    | Густав Ларссон       | 54:35.26  | +03:55.72   |
| 17    | Філіпп Жільбер       | 54:39.98  | +04:00.44   |
| 18    | Нелсон Олівейра      | 54:41.57  | +04:02.03   |
| 19    | Джек Бауер           | 54:54.16  | +04:14.62   |
| 20    | Денис Меньшов        | 54:59.26  | +04:19.72   |
| 21    | Рамунас Навардаускас | 55:12.32  | +04:32.78   |
| 22    | Ларс Бом             | 55:29.74  | +04:50.20   |
| 23    | Олександр Винокуров  | 55:37.05  | +04:57.51   |
| 24    | Фуміюкі Беппу        | 55:40.64  | +05:01.10   |
| 25    | Мачей Боднар         | 55:49.67  | +05:10.13   |
| 26    | магнію Назарет       | 55:50.77  | +05:11.23   |
| 27    | Девід Маккен         | 56:03.77  | +05:24.23   |
| 28    | Райдер Хешедаль      | 56:06.18  | +05:26.64   |
| 29    | Сільвен Шаванель     | 56:07.67  | +05:28.13   |
| 30    | Міхаель Альбазіні    | 56:38.38  | +05:58.84   |
| 31    | Ассан Базаєв         | 56:40.77  | +06:01.23   |
| 32    | Луїс Леон Санчес     | 56:59.16  | +06:19.62   |
| 33    | Томас Джил           | 57:05.12  | +06:25.58   |
| 34    | Мухсін Лахсайні      | 57:25.24  | +06:45.70   |
| 35    | Фабіо Дуарте         | 57:34.20  | +06:54.66   |
| 36    | Аліреза Хагі         | 57:41.44  | +07:01.90   |
| 37    | Ахмет Акділек        | 59:11.19  | +08:31.65   |